# 조제프 로제 빈산
응우옌푹바오꾸이(Nguyễn Phúc Bảo Quý, 프랑스식 이름: 조제프 로제 빈산(Joseph Roger Vĩnh San), 1938년 4월 17일 ~ )은 베트남 응우옌 왕조의 황족이다. 주이떤의 3번째 아들로, 어머니는 페르낭드 앙티이다.